# Anders Sandøe Ørsted (botaniste)
Pour les articles homonymes, voir Oersted et Anders Sandøe Ørsted.
Anders Sandøe Ørsted (ou Anders Sandø Ørsted ou Anders Sandö Örsted) est un botaniste danois, né le 21 juin 1816 et mort le 3 septembre 1872.

## Biographie
Il est le neveu de l’homme politique et juriste Anders Sandøe Ørsted (1778-1860) et du physicien Hans Christian Ørsted (1777-1851). Il voyage beaucoup en Amérique centrale entre 1845 et 1848 et devient, en 1851, professeur de botanique à l’université de Copenhague, fonction qu’il occupe jusqu’en 1862.
Il fait paraître de nombreuses publications sur les familles de plantes Acanthaceae et Fagaceae. L’une de ses publications les plus connues est L’Américan centrale.
Le genre d’orchidée Oerstedella lui a été dédiée par Heinrich Gustav Reichenbach (1823-1889).
Il fut président de l'Académie royale danoise des sciences et des lettres de 1848 à 1860.

## Source
- (en) Cet article est partiellement ou en totalité issu de l’article de Wikipédia en anglais intitulé « Anders Sandøe Ørsted (botanist) » (voir la liste des auteurs) (version du 11 juin 2007).